# Vysoká škola aplikovaného práva
Vysoká škola aplikovaného práva, s.r.o. byla soukromá vysoká škola neuniverzitního typu s právním zaměřením.
VŠAP oficiálně působila jako soukromá vysoká škola od 31. srpna 2001 se souhlasem Ministerstva školství, mládeže a tělovýchovy České republiky.
VŠAP měla působiště v Praze a pobočku v Brně.
V roce 2014 bylo Ministerstvem školství zakázáno přijímání nových uchazečů a došlo k omezení akreditace. Poté byl škole odebrán státní souhlas působit jako vysoká škola.

## Studium
Bakalářské studium
| Studijní program            | Studijní obor                          |
| --------------------------- | -------------------------------------- |
| Právní specializace (B6804) | Právo v podnikání                      |
| Právní specializace (B6804) | Sociálně právní činnost a zaměstnanost |

Obory bylo možné studovat v prezenční či kombinované formě studia.
Absolvent získá titul Bakalář (Bc.)

## Známí studenti a absolventi
- Jana Černochová[4]
- Hana Svobodová (neúspěšně ukončeno)
- Lucie Hadašová
- Lukáš Otys [5]
- Filip Turek[3]